# 内田文武
内田文武（うちだふみたけ、1981年1月6日 - ）は日本の画家、イラストレーター。
滋賀県出身。京都造形芸術大学美術工芸学科 染織コース卒業。

## 来歴
2006年グラフにて6か月間に渡り開催された企画展「tenants展」に出品。 11月からは2か月間「VERANDA」（西麻布）、12月からは1か月間「PRINZ」（京都）にて個展『静かな冬の入口で』が開催。
2007年には、個展「amadoi studio」（スパイラルマーケット/横浜）やシンガポール・香港でのグループ展「SUR☆FACE」などに出展。同年、宮本亜門が演出を手がけたミュージカル「テイクフライト」では舞台に投影される絵の制作を担当する。
2008年には、2年に1度MoMAが開催する異なる都市、国、地域にスポットをあてMoMAの学芸員が選定したものを取り上げる企画"デスティネーション：デザイン"に、作品4点が選定される。また、世界中から選び抜かれたクリエーターが掲載された年鑑「LE BOOK」のニューヨーク、パリ、ロンドン、各国のパッケージを担当する。

## 展覧会略歴
- 2007年 『風景』PRINZ/京都
- 2007年 『amadoi studio/Fumitake Uchida ex・hi・bi・tion 』スパイラル/横浜
- 2007年 『内田文武作品展』リブロ/名古屋
- 2006年 『Landscape』VERANDA/東京
- 2006年 『静かな冬の入口で』PRINZ/京都
- 2008年 『Destination:Japan』MoMA Design Store/NY
- 2008年 『The Artists Who Love Mickey & Minnie』スパイラル/東京
- 2007年 『イラストレーションブックプロ原画展』青山ブックセンター本店ギャラリー/東京
- 2007年 『7人の若手作家展』タグボート/東京
- 2007年 『SUR★FACE』Page One/Singapore＆Hong Kong
- 2007年 『Connections』The Royal Horticultural Halls/London
- 2007年 『exhibition』McCANN ERICKSON/London
- 2006年 『tenants』graf media gm/大阪
- 2006年 『SICF』スパイラルホール/東京
- 2006年 『ELLE LOVES ART』六本木ヒルズ/東京